# 郭士衡
郭士衡（6世纪—621年6月5日），隋末唐初郑国王世充属下的将军。
619年四月，王世充的将军丘怀义在门下内省，召集越王王君度、汉王王玄恕、将军郭士衡与女妓侍妾在一起饮酒赌博，被侍御史张蕴古弹劾。王世充大怒，命令散手仗卫士捉住王君度、王玄怨，打了他们几十个耳光，在东上阁各打几十大板。丘怀义、郭士衡不问罪。张蕴古被赏一百段帛，转任太子舍人。王世充派罗士信攻打榖州，罗士信降唐。七月初十，王世充再派郭士衡侵犯榖州，唐朝榖州刺史任瓌大败郭士衡，郭士衡的部众被杀虏殆尽。620年九月，郭士衡、许罗汉进入唐朝境内攻掠，唐朝将领王君廓设计击退郭士衡、许罗汉，唐高祖下诏慰问王君廓：“你率领十三人打败一万敌人，自古以来以少胜多，还从没有过。”
621年三月，夏王窦建德来救援王世充，王世充弟王世辨为徐州行台，派郭士衡领兵数千人跟随窦建德，合众十余万，号为三十万，抵达成皋。五月，秦王李世民在武牢牧马黄河北岸诱敌，窦建德率众陈兵汜水，郭士衡為游兵，在夏军之南列阵，绵延数里，鼓噪，唐朝诸将大惧。李世民等待夏郑联军士气衰竭之时，出兵生擒窦建德。洛阳城破，唐高祖命令将郭士衡与段達、楊汪、孟孝義、單雄信、楊公卿、郭什柱、董濬、張童仁、朱粲、王德仁、薛德音、崔弘丹等在洛渚上斬杀。